# Euryopis elegans
Euryopis elegans là một loài nhện trong họ Theridiidae.
Loài này thuộc chi Euryopis. Euryopis elegans được Eugen von Keyserling miêu tả năm 1890.